# Lasioserica modikholae
Lasioserica modikholae är en skalbaggsart som beskrevs av Ahrens 1996. Lasioserica modikholae ingår i släktet Lasioserica och familjen Melolonthidae. Inga underarter finns listade i Catalogue of Life.